# Igreja de Nossa Senhora do Carmo da Lapa do Desterro
A Igreja de Nossa Senhora do Carmo da Lapa do Desterro é um templo religioso católico, construído em meados do século XVIII. A igreja está localizada na Lapa, no Rio de Janeiro. É um patrimônio histórico nacional, tombado pelo Instituto do Patrimônio Histórico e Artístico Nacional (IPHAN), em 1938, sob o processo de nº 23-T-1938.

## História
Em 1751, em terreno doado pelo capitão Ribeiro Pereira, deu-se o início da construção do seminário e Igreja dedicada a Nossa Senhora do Desterro, projetada pelo engenheiro militar José Fernandes Pinto Alpoim, a pedido do bispado do Rio de Janeiro. As obras da igreja foram finalizadas em 1780. Em 1782, foram instalados os sinos na torre.
Em 1808, com a chegada da Família Real ao Brasil e toda a sua comitiva se instalando no convento dos carmelitas localizado na Praça XV, os frades foram transferidos provisoriamente, em junho de 1808, para o edifício do Hospício de Nossa Senhora da Oliveira (atual Quartel da Polícia Militar, na Rua Evaristo da Veiga) e, em 1810, o bispo diocesano, dom José Caetano da Silva Coutinho doa, para os frades carmelitas, o Seminário e a Igreja do Desterro. A igreja passa a ser chamada de Igreja de Nossa Senhora do Carmo da Lapa do Desterro, com a imagem de Nossa Senhora do Carmo transferida, em 24 de outubro de 1810, do convento dos carmelitas para o altar-mor da Igreja do Desterro, em ato solene e com a presença do príncipe-regente Dom João. A imagem de Nossa Senhora da Lapa, que estava no altar-mor, foi transferida para um altar lateral.
Em 1824, deu-se o início das reformas feitas pelos carmelitas, para adaptar a igreja às novas funções. Em 1827, foi instalado o arco cruzeiro com o brasão talhado da Ordem dos Carmelitas no centro do arco e o traslados de todas as imagens do antigo convento dos carmelitas para a Igreja Nossa Senhora do Carmo da Lapa do Desterro e, por volta de 1886, a colocação dos azulejos portugueses nas torres.
Em 1959, ocorreu um incêndio no seminário, localizado nos fundos da igreja, o destruindo por completo.

## Arquitetura

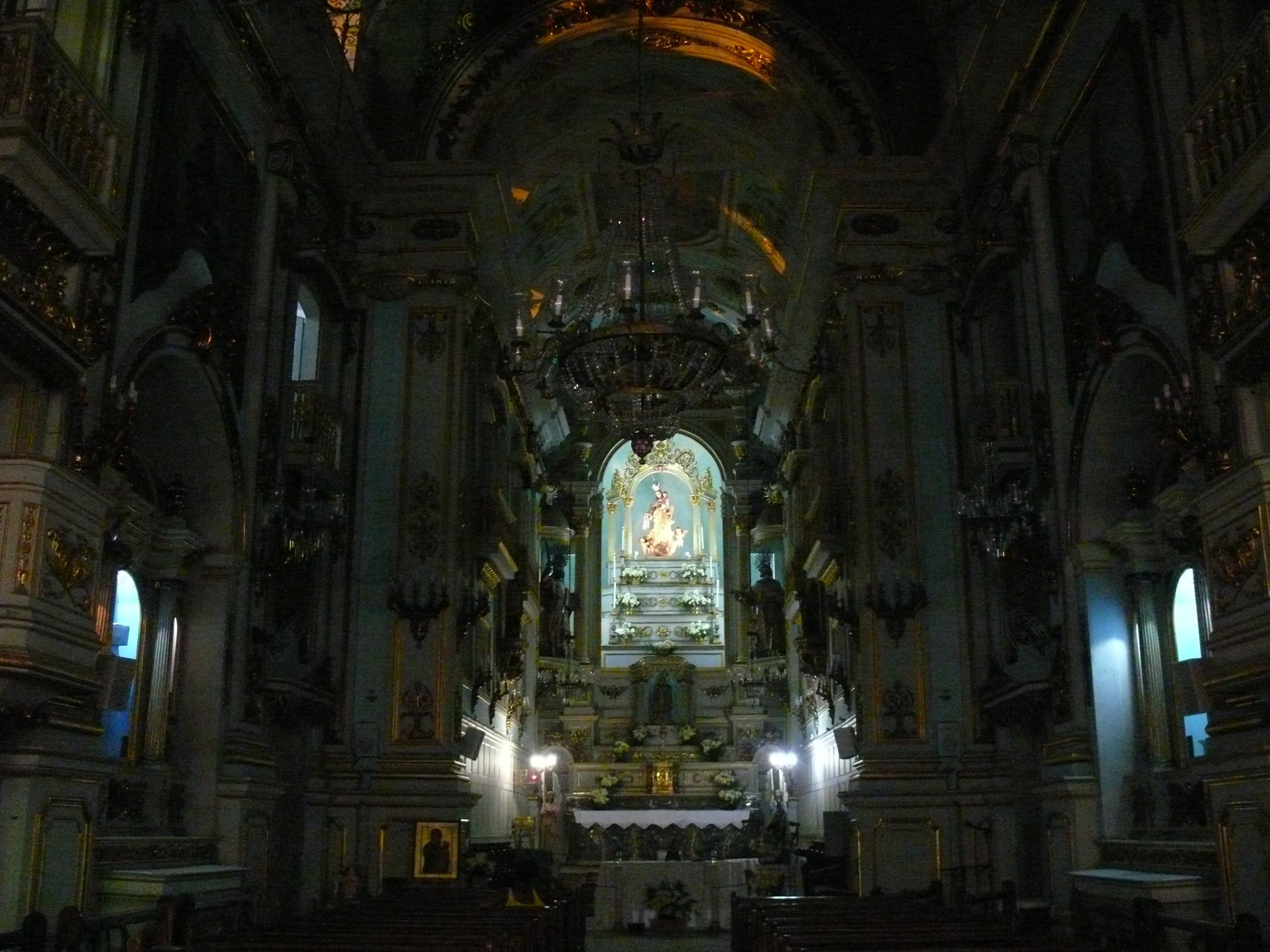
Interior da igreja

A igreja foi construída com nave única, capela-mor, corredores laterais, uma torre sineira e uma torre inacabada, ambas revestidas com azulejos portugueses. No frontispício, foi construído três portas de acesso e três janelas na altura do coro.
A capela-mor possui pintura no teto e as imagens de Santo Alberto e São Francisco de Paula. No altar-mor possui frontal, banqueta e os castiçais, todos em prata lavrada, também possui o escudo da Nossa Senhora do Carmo e passagens do Evangelho. O camarim do altar-mor foi esculpido pelo Mestre Valentim e está a imagem de Nossa Senhora do Carmo. Em cantoneiras laterais estão as imagens de Santo Elias e Santo Elizeu, fundadores da Ordem Carmelita.
Na nave, há o altar de Nossa Senhora das Dores, o altar de um dos Passos do Senhor, o altar da Sagrada Família e o altar de Nossa Senhora da Lapa. E no fundo da nave, à direita, está a capela do Santíssimo Sacramento, onde no altar se encontra as imagens do Sagrado Coração de Jesus, Maria Madalena de Pazzi e Margarida Maria Lacoque.
No presbitério foi enterrado o frei Pedro de Souza de Santa Mariana, bispo de Crisópolis, preceptor de Dom Pedro II na sua infância, onde há uma lápide com inscrições em latim. E na sacristia há um lavatório de mármore, de 1844.